# District de Mosoc Llacta
Au Pérou, le district de Mosoc Llacta est l’un des sept districts de la province d'Acomayo située dans le département de Cusco.